# Trent McClenahan
Trent James McClenahan (Chipping Norton, 4 febbraio 1985) è un calciatore australiano, difensore del Phuket.

## Carriera
McClenahan ha giocato prevalentemente nel Regno Unito.
Nel 2011 ritorna in Australia, al Perth Glory Football Club.